# Koenraad van Babenberg
Koenraad II van Babenberg (circa 1115 - Salzburg, 28 september 1168) was bisschop van Passau en aartsbisschop van Salzburg.

## Levensloop
Hij was een zoon van hertog Leopold III van Oostenrijk, die later heilig verklaard werd, en Agnes van Waiblingen.
Koenraad werd voor de geestelijke stand bestemd. In 1140 werd hij benoemd tot domproost van Utrecht en in 1143 tot domproost van Hildesheim. Daarna werd hij in 1148 bisschop van Passau.
Op 29 juni 1164 werd hij verkozen tot aartsbisschop van Salzburg. Hij nam een voorzichtige positie in tegenover het conflict tussen paus Alexander III en keizer Frederik I Barbarossa en probeerde ervoor te zorgen dat hij niet partijdig kon worden beschouwd. Hij weigerde echter tegenpaus Paschalis III te erkennen, die door de keizer gesteund werd.
Hierdoor kwam Koenraad in conflict met keizer Frederik I. In 1166 werd hij door de keizer aangeklaagd omdat hij het aartsbisdom Salzburg onrechtmatig zou hebben verkregen, maar Koenraad werd daar nooit voor veroordeeld. Keizer Frederik vestigde zich in maart 1166 echter in Salzburg en hield er zijn rijksdag. De keizer liet het bestuur van Salzburg en het beheer van de eigendommen over aan zijn aanhangers. In 1168 brak er echter malaria uit bij de Duitse troepen, waardoor ze zich moesten terugtrekken en keizer Frederik terugkeerde naar Duitsland. Kort daarna stierf Koenraad. 

## Voorouders
| Voorouders van Koenraad van Babenberg (1115-1168) | Voorouders van Koenraad van Babenberg (1115-1168)                         | Voorouders van Koenraad van Babenberg (1115-1168)                         | Voorouders van Koenraad van Babenberg (1115-1168)                         | Voorouders van Koenraad van Babenberg (1115-1168)                         | Voorouders van Koenraad van Babenberg (1115-1168)                         | Voorouders van Koenraad van Babenberg (1115-1168)                         | Voorouders van Koenraad van Babenberg (1115-1168)                         | Voorouders van Koenraad van Babenberg (1115-1168)                         |
| ------------------------------------------------- | ------------------------------------------------------------------------- | ------------------------------------------------------------------------- | ------------------------------------------------------------------------- | ------------------------------------------------------------------------- | ------------------------------------------------------------------------- | ------------------------------------------------------------------------- | ------------------------------------------------------------------------- | ------------------------------------------------------------------------- |
| Overgrootouders                                   | Ernst de Strijdbare (1027–1075) ∞ Adelheid van Eilenburg (1030-1071)      | Ernst de Strijdbare (1027–1075) ∞ Adelheid van Eilenburg (1030-1071)      | Rapoto IV van Passau (–) ∞ Mathilde (-)                                   | Rapoto IV van Passau (–) ∞ Mathilde (-)                                   | Keizer Hendrik III (1017–1056) ∞ 909 Agnes van Poitou (1024–1077)         | Keizer Hendrik III (1017–1056) ∞ 909 Agnes van Poitou (1024–1077)         | Otto van Savoye (1021–1059) ∞ Adelheid van Susa (1014/20-1091)            | Otto van Savoye (1021–1059) ∞ Adelheid van Susa (1014/20-1091)            |
| Grootouders                                       | Leopold II van Oostenrijk (1050–1095) ∞ Ida van Cham (1055–1101)          | Leopold II van Oostenrijk (1050–1095) ∞ Ida van Cham (1055–1101)          | Leopold II van Oostenrijk (1050–1095) ∞ Ida van Cham (1055–1101)          | Leopold II van Oostenrijk (1050–1095) ∞ Ida van Cham (1055–1101)          | Keizer Hendrik IV (1050–1106) ∞ 909 Bertha van Savoye (1051–1087)         | Keizer Hendrik IV (1050–1106) ∞ 909 Bertha van Savoye (1051–1087)         | Keizer Hendrik IV (1050–1106) ∞ 909 Bertha van Savoye (1051–1087)         | Keizer Hendrik IV (1050–1106) ∞ 909 Bertha van Savoye (1051–1087)         |
| Ouders                                            | Leopold III van Oostenrijk (1073–1136) ∞ Agnes van Waiblingen (1072–1143) | Leopold III van Oostenrijk (1073–1136) ∞ Agnes van Waiblingen (1072–1143) | Leopold III van Oostenrijk (1073–1136) ∞ Agnes van Waiblingen (1072–1143) | Leopold III van Oostenrijk (1073–1136) ∞ Agnes van Waiblingen (1072–1143) | Leopold III van Oostenrijk (1073–1136) ∞ Agnes van Waiblingen (1072–1143) | Leopold III van Oostenrijk (1073–1136) ∞ Agnes van Waiblingen (1072–1143) | Leopold III van Oostenrijk (1073–1136) ∞ Agnes van Waiblingen (1072–1143) | Leopold III van Oostenrijk (1073–1136) ∞ Agnes van Waiblingen (1072–1143) |

- Gemeinsame Normdatei: 118842897
- Nederlandse Thesaurus van Auteursnamen: 075172119
- Virtual International Authority File: 286815300
- WorldCat: E39PBJvhmqfxQcVvcRRCyKqfbd